# لیسه غازی

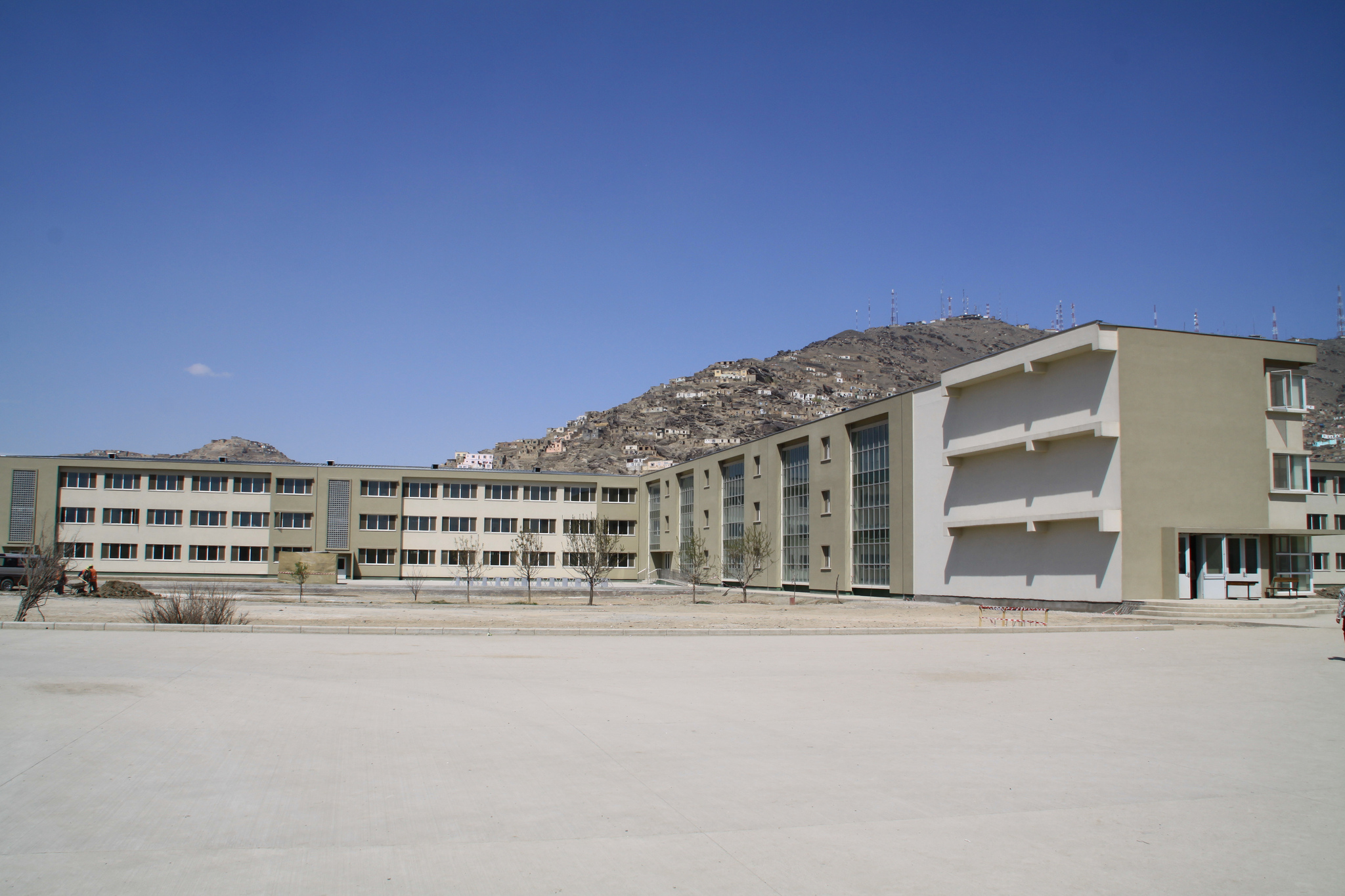
نمایی از دبیرستان غازی در شهر کابل - آوریل ۲۰۱۱

لیسهٔ غازی یا دبیرستان غازی یکی از مکاتب (مدارس) در ناحیهٔ کارتهٔ ۴ شهر کابل می‌باشد. زلمی خلیل‌زاد یکی از سیاست‌مداران اهل افغانستان از این مکتب فارغ گردیده‌است. این مکتب در اثر جنگ‌های داخلی به کلی تخریب گردیده بود. پس از سال ۲۰۰۱ دولت افغانستان اقدام غرض اعمار مجدد این مکتب نمود. در سال ۲۰۰۹ کار این مکتب به اکمال رسید. این مکتب گنجایش ۵٬۴۰۰ مدرس را دارد. این مکتب به همکاری ادارهٔ نمایندگی ایالات متحدهٔ آمریکا برای توسعهٔ بین‌المللی (USAID) دوباره اعمار گردیده، یکی از مکاتب نوین افغانستان می‌باشد که مجهز به لابراتوارها، میدان‌های ورزشی و جمنازیوم می‌باشد.

## تاریخچه
این مکتب در سال ۱۹۲۸ توسط شاه امان‌الله خان اعمار گردید. محمد نادر شاه پدر محمد ظاهرشاه درین مکتب توسط یکی از شاگردان بنام عبدالخالق هزاره ذریعهٔ تفنگچه در اثنای توزیع شهادت‌نامه به شاگردان به قتل رسید. دولت وقت عبدالخالق را با محمود و برادرش علی اکبرخان، محمدایوب خان معاون لیسهٔ نجات، غلام رسول‌خان معلم ورزش (سپورت) مکتب، میرسیدقاسم خان معین وزارت معارف، پدر عبدالخالق، مولا دادخان عمویش، پسران غلام جیلانی خان چرخی و تعدادی دیگر از دوستان عبدالخالق پس از شکنجه زیاد اعدام نمود.